# Бобков, Валентин Васильевич
Валентин Васильевич Бобков (29 июля 1920, деревня Финеево (ныне Киржачский район, Владимирская область — 30 мая 2001, Москва) — командир эскадрильи 106-го гвардейского истребительного авиационного полка 11-й гвардейской истребительной авиационной дивизии 2-го гвардейского штурмового авиационного корпуса 2-й Воздушной армии 1-го Украинского фронта, гвардии капитан.

## Биография
Родился 29 июля 1920 года в деревне Финеево (ныне Киржачского района Владимирской области) в крестьянской семье. Русский. Окончил 3 курса индустриального техникума. В Красной Армии с 1937 года. В 1940 году окончил Качинскую военную авиационную школу.
С началом Великой Отечественной войны на фронте. Командир эскадрильи 106-го гвардейского истребительного авиаполка (11-я гвардейская истребительная авиадивизия, 2-й гвардейский штурмовой авиакорпус, 2-я воздушная армия, 1-й Украинский фронт). Член ВКП(б) с 1943 года. Гвардии капитан Бобков В. В. к марту 1945 года совершил 300 боевых вылетов, в 80 воздушных боях по данным наградных документов лично сбил 13 и в группе 4 самолёта противника, по данным позднейших исследований одержал 8 личных и 1 групповую победы.
Указом Президиума Верховного Совета СССР от 27 июня 1945 года за образцовое выполнение боевых заданий командования на фронте борьбы с немецко-фашистскими захватчиками и проявленные при этом отвагу и геройство гвардии капитану Бобкову Валентину Васильевичу присвоено звание Героя Советского Союза с вручением ордена Ленина и медали «Золотая Звезда» (№ 7664).
После окончания войны Бобков продолжал службу в ВВС СССР. В 1951 году он окончил Высшие лётно-тактические курсы, а в 1955 году — Военно-воздушную академию.
В 1955—1957 годах — начальник оперативного отдела 26-й ИАД 22-й воздушной армии (штаб в Петрозаводске).
С 1957 года полковник Бобков В. В. — в запасе, а затем в отставке.
Жил в городе-герое Москве. Работал старшим преподавателем кафедры факультета АСУ Московского инженерно-строительного института.
Скончался 30 мая 2001 года. Похоронен на Троекуровском кладбище.

## Награды
Награждён орденом Ленина, 3 орденами Красного Знамени, 2 орденами Отечественной войны 1-й степени, 2 орденами Красной Звезды, медалями.

## Память
- В Москве в 2010 году открыта мемориальная доска по адресу: Северное Чертаново, дом 4, корпус 407.